# Black Cat
A Black Cat Janet Jackson amerikai pop- és R&B-énekesnő hatodik kislemeze negyedik, Rhythm Nation 1814 című albumáról. A dal annak a három dalnak az egyike, amit Jackson teljesen egyedül írt (a másik kettő a Whoops Now 1993-ból és az Ask for More 1998-ból), és egyike kevés rockdalának. A dalban egy nő figyelmezteti párját, hogy hagyjon fel a kockázatos életmóddal.
Az albumváltozatban nagyrészt Dave Barry gitározott, aki ezután a turnékon is Janet gitárosa lett, valamint John McClain és Jellybean Johnson is játszottak benne gitáron. Jesse Johnsont is említik az album borítószövegében a gitárosok közt, de az ő gitárszólója az albumváltozatba nem került bele (viszont az összes remixbe igen). Több remixben Nuno Bettencourt játszik ritmusgitáron.

## Fogadtatása
A dal számos Billboard-slágerlistát vezetett: a Billboard Hot 100-on ez lett Janet negyedik listavezető dala, és vezette az R&B, dance, adult contemporary és rock, ezzel Jackson lett az első (és mindmáig egyetlen) előadó, akinek egy dala mindezeken a listákon az első helyre került. A dal a Top 10-be került a Hot R&B/Hip-Hop Singles and Tracks slágerlistán is.
Janet minden turnéján előadta a dalt.

## Videóklip és remixek
A dal videóklipjét Wayne Isham rendezte, és koncertfelvétel a Rhythm Nation 1814 turnéról. Szerepel a The Rhythm Nation Compilation  és a Design of a Decade 1986/1996 című videokiadványokon.
A kislemez legtöbb változatára rákerült a The 1814 Megamix, ami a Rhythm Nation 1814 album következő dalaiból áll: Alright, Escapade, Rhythm Nation, Miss You Much. A megamixet Alan Coulthard készítette. Némelyik kislemezen megtalálható az albumon is szereplő Lonely című szám.

### Hivatalos remixek, változatok listája
- Album version (4:50)
- 3 Snaps Up 7" (4:24)
- 3 Snaps Up 12" (7:31)
- 3 Snaps Up Dub (6:12)
- Edit Version (4:30)
- Funky 7" (4:41)
- Funky 12" (5:44)
- Guitar Mix featuring Vernon Reid (4:46)
- Video Mix Long Solo (4:48)
- Video Mix Short Solo (4:31)

## Változatok[1]
| 7" kislemez (USA) 1. Black Cat (Video Mix Short Solo) 2. Black Cat (Video Mix Short Solo) 7" kislemez (USA, Japán) Mini CD (Japán) Kazetta (USA) 1. Black Cat (Video Mix Short Solo) 2. Black Cat (Guitar Mix feat. Vernon Reid) 7" kislemez (Németország, Franciaország, Egyesült Királyság) 1. Black Cat (Edit) 2. The 1814 Megamix (Edit) 12" maxi kislemez (Németország, Egyesült Királyság) 1. Black Cat (3 Snaps Up 12") 2. Black Cat (Album version) 3. The 1814 Megamix (Full Version) 12" maxi kislemez (USA, Japán) 1. Black Cat (3 Snaps Up 12") 2. Black Cat (3 Snaps Up 7") 3. Black Cat (3 Snaps Up Dub) 4. Black Cat (Funky 12") 5. Black Cat (Funky 7") 6. Black Cat (Video Mix Short Solo) Kazetta (Egyesült Királyság) 1. Black Cat 2. The 1814 Megamix (Full Version) | CD maxi kislemez (Németország, Egyesült Királyság) 1. Black Cat 2. The 1814 Megamix (Full Version) 3. Black Cat (3 Snaps Up 12") CD maxi kislemez (Németország) 1. Black Cat (Edit Version) 2. Black Cat (Video Mix Short Solo) 3. Black Cat (Video Mix Long Solo) 4. Black Cat (Guitar Mix feat. Vernon Reid) 5. Black Cat (3 Snaps Up 7") 6. Black Cat (Funky 7") 7. Black Cat (3 Snaps Up 12") 8. Black Cat (Funky 12") 9. Black Cat (3 Snaps Up Dub) 10. The 1814 Megamix (Full Version) CD maxi kislemez (Japán) 1. Black Cat (Video Mix Short Solo) 2. Black Cat (Video Mix Long Solo) 3. Black Cat (Edit Version) 4. Black Cat (Guitar Mix feat. Vernon Reid) 5. Black Cat (3 Snaps Up 7") 6. Black Cat (Funky 7") 7. Black Cat (3 Snaps Up 12") 8. Black Cat (Funky 12") 9. Black Cat (3 Snaps Up Dub) |

## Helyezések
| Slágerlista (1990)                         | Legmagasabb helyezés |
| ------------------------------------------ | -------------------- |
| Ausztrál kislemezlista                     | 6                    |
| Belga Ultratop 50 kislemezlista (Flandria) | 33                   |
| Finn kislemezlista                         | 6                    |
| Holland Top 40                             | 21                   |
| Ír kislemezlista                           | 11                   |
| Kanadai kislemezlista                      | 9                    |
| Német kislemezlista                        | 34                   |
| Norvég kislemezlista                       | 5                    |
| Svájci kislemezlista                       | 10                   |
| Svéd kislemezlista                         | 16                   |
| Brit kislemezlista                         | 15                   |
| USA Billboard Hot 100                      | 1                    |
| USA Billboard Hot R&B/Hip-Hop Songs        | 10                   |
| USA Billboard Hot Dance Club Songs         | 17                   |
| Új-zélandi kislemezlista                   | 25                   |

| Év végi slágerlista (1990) | Helyezés |
| -------------------------- | -------- |
| USA Billboard Hot 100      | 59       |